# Église Sainte-Sophie de Dresde
L'église Sainte-Sophie (Sophienkirche) était l'unique église gothique de Dresde en Saxe. 

## Historique

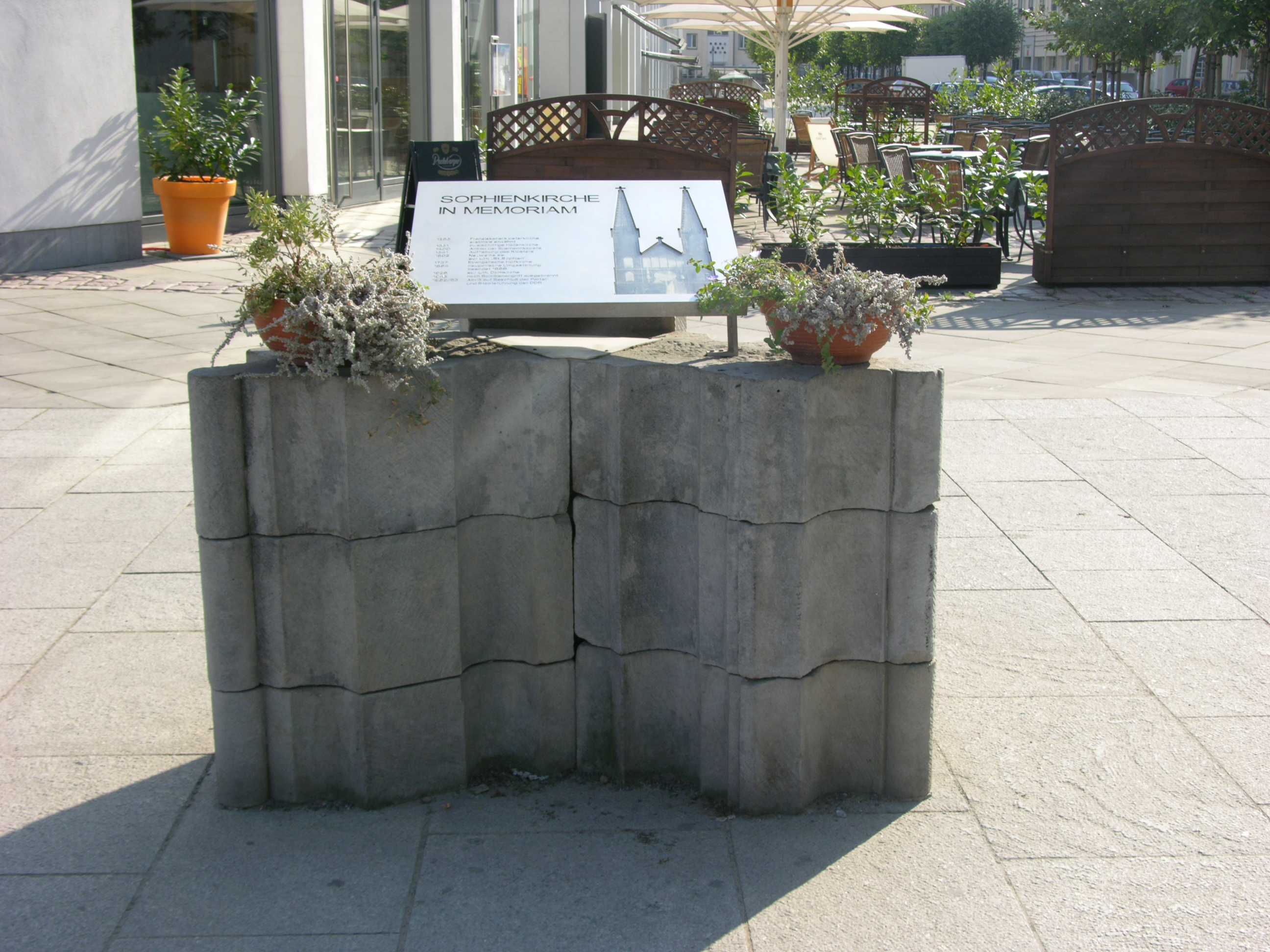
Mémorial de l'église Sainte-Sophie

Une première église est construite par les frères mineurs en 1250 pour leur couvent franciscain. Elle est reconstruite en 1331 en plus grand en forme d'église-halle avec deux chœurs identiques. Elle est devenue luthérienne à la Réforme. Wilhelm Friedemann Bach en était l'organiste de 1733 à 1746.
Elle a été détruite dans la nuit du 13 février 1945 lors du bombardement britannique qui détruisit la majeure partie de la ville, puis rasée le 1er mai 1963. Depuis 2010, il existe une société d'encouragement qui a le projet de la reconstruire au même emplacement.